# Chelonus quadriceps
Chelonus quadriceps är en stekelart som beskrevs av Mccomb 1968. Chelonus quadriceps ingår i släktet Chelonus och familjen bracksteklar. Inga underarter finns listade i Catalogue of Life.